# The Cellar
 (juillet 2022).
Si vous disposez d'ouvrages ou d'articles de référence ou si vous connaissez des sites web de qualité traitant du thème abordé ici, merci de compléter l'article en donnant les références utiles à sa vérifiabilité et en les liant à la section « Notes et références ».
Pour plus de détails, voir Fiche technique et Distribution.
The Cellar est un film américain réalisé par Brendan Muldowney sorti en 2022.

## Fiche technique
- Titre original : The Cellar
- Réalisation : Brendan Muldowney
- Musique : Stephen McKeon
- Pays de production:  États-Unis
- Langue : anglais
- Dates de sortie : 
  - États-Unis : 12 mars 2022(South by Southwest Film Festival)
  - France : 25 avril 2022[1] (VàD)

## Distribution
- Elisha Cuthbert : Keira Woods
- Eoin Macken : Brian Woods
- Dylan Fitzmaurice Brady : Steven Woods
- Abby Fitz : Ellie Woods
- Tara Lee : Erica
- Michael-David McKernan : Michael
- Andrew Bennett : Détective Brophy
- Aaron Monaghan : Dr Fournet